# Monarda fistulosa
Monarda fistulosa L. è una pianta erbacea perenne appartenente alla famiglia delle Labiate (Lamiaceae), indigena del Nord America.